# Advocaat van de duivel (roman)
Advocaat van de duivel (The Firm) is een in 1991 uitgekomen legal thriller van de Amerikaanse schrijver John Grisham. Het boek betekende zijn doorbraak bij het grote publiek en is in 1993  verfilmd. Het gaat over de briljante rechtenstudent Mitch McDeere, die door een advocatenkantoor wordt binnengehaald met een topsalaris en veel extra's. Hiervoor wordt wel onvoorwaardelijke trouw en een 90-urige werkweek verwacht. Bovendien blijkt het kantoor zich grotendeels met illegale zaken bezig te houden.

## Het verhaal
Mitch McDeere is als derde van zijn jaar aan Harvard Law School afgestudeerd, en wordt aangenomen door Bendini, Lambert & Locke, door een middelgroot advocatenkantoor uit Memphis, dat zich specialiseert in belastingrecht. Hij krijgt een topsalaris, en zijn kantoor regelt een mooi huis tegen een lage hypotheek en een BMW. Wel moet hij daarvoor hard werken: 90 a 100 uur per week is geen uitzondering en zijn vrouw Abby ziet hem nauwelijks. Maar, zo wordt hem voorgehouden, als hij partner is zullen de miljoenen binnen gaan stromen. De deal is beter dan de aanbiedingen van de grote firm´s in New York, Mitchell haat het koude klimaat van het Noord-Oosten, dus gaat akkoord.
Na verloop van tijd valt het de dodelijk vermoeide Mitch op dat iedereen uiteindelijk partner wordt, en niemand het kantoor verlaat, tenzij horizontaal tussen zes plankjes. Vlak daarna wordt hij benaderd door de FBI. Het kantoor blijkt een dekmantel te zijn voor witwaspraktijken van de maffia, geleid door maffiabaas Joey Morolto. Anthony Bendini, de oprichter, was een schoonzoon van wijlen Morolto Sr. Sinds 1944 neemt het kantoor briljante studenten van arme komaf aan, zoals Mitch, en laat hen tegen een goed salaris de eerste paar jaar werken aan de legale zaken, die misschien een kwart van alle zaken vormen. De jonge advocaat zal aan de rijkdom gewend raken, gaat financiële verplichtingen aan en krijgt kinderen. Dan, na drie à vier jaar, laat het kantoor de val dichtklappen en vertelt de waarheid. De advocaat heeft inmiddels te veel te verliezen en zal zich meestal schikken in zijn lot. Mocht dit onvoldoende zijn, of mocht de advocaat eerder lont ruiken en/of klikken, dan neemt men zijn toevlucht tot chantagepraktijken of bedreiging van zijn vrouw en kinderen. Mocht ook dat geen effect sorteren, dan overkomt de advocaat een "ongeluk". De regelmatige tripjes met het privévliegtuig van de firma naar de Caymaneilanden dienen in werkelijkheid om hele ladingen contant misdaadgeld aldaar op offshore bankrekeningen te storten om het wit te wassen. De meeste partners zijn vroeger zelf in de val gelokt, maar de tweede man, Nathan Locke, en een aantal andere medewerkers waaronder veiligheidschef DeVasher, zijn in werkelijkheid mafiosi.
Mitch beseft dat de FBI de strop steeds strakker om de nek van het kantoor legt, en dat hij, mocht een ander na hem uit de school klappen, ook gearresteerd zou worden. Echter, als hij met de FBI meewerkt en het kantoor verklikt, zal hij nooit meer in een juridisch beroep worden aangenomen omdat hij het beroepsgeheim moet schenden, ook jegens zijn legitieme klanten. Hij zal alles kwijtraken en bovendien zal de maffia wellicht wraak nemen op hem of Abby. Het kantoor vermoedt door een "mol" binnen de FBI dat deze Mitch benadert en begint hem onder druk te zetten (onder andere met chantage middels foto´s van een door het kantoor opgezet slippertje van Mitch met een vrouw op de Caymaneilanden), waardoor hij zich realiseert dat hij snel moet handelen. Mitch maakt toch een deal met de FBI, en zal, mits hij genoeg bewijs tegen het kantoor verzamelt, 2 miljoen dollar ontvangen. Ook wordt zijn broer Ray vrijgelaten uit de gevangenis.
Door de mol binnen de FBI is het kantoor op de hoogte, en Mitch slaat met Abby en Ray op de vlucht voor zowel de FBI als de Morolto-familie en het kantoor. Hij plundert bovenop de 2 miljoen nog eens 8 miljoen dollar van een bankrekening van het kantoor. Dan vluchten ze naar de Caribische eilanden. Mitch vaart met zijn vrouw en broer een nieuwe toekomst tegemoet.

## 15 Jaar later
In 2023 laat de auteur een nieuw werk het licht zien; The extinction/Het ultimatum. Het speelt 15 jaar later en Mitch is partner bij een prestigieus advocatenkantoor in New York. Abby geeft kookboeken uit en samen hebben ze een jongenstweeling van 8 jaar. Maar het verleden ligt op de loer en voert terug naar de Kaaiman eilanden waar het echtpaar nog ruim 10 miljoen dollar op een bank heeft staan. Een Libische rebellenleider heeft 100 miljoen nodig als losgeld voor een kantoorgenote van Mitch.